# رقص پارستا
رقص پارستا(به گرجی: ფარცა) از جمله رقص‌های فولکلوریک اهالی گرجستان است.
خاستگاه این رقص در ناحیه گوریا است. ویژگی آن گامهای تند و ریتم سریع، خلق و خوی بزمی و تنوع رنگ است. پارستا گروهی از رقص‌ها می‌باشد که تصویر لحظه‌ای از تاریخ و روحیه گرجی‌ها را نشان می‌دهد.
رقص پارستا یکی از رقص‌های قدیمی است که در بزم‌های روستایی بسیار اجرا می‌شده‌است.

## نگارخانه

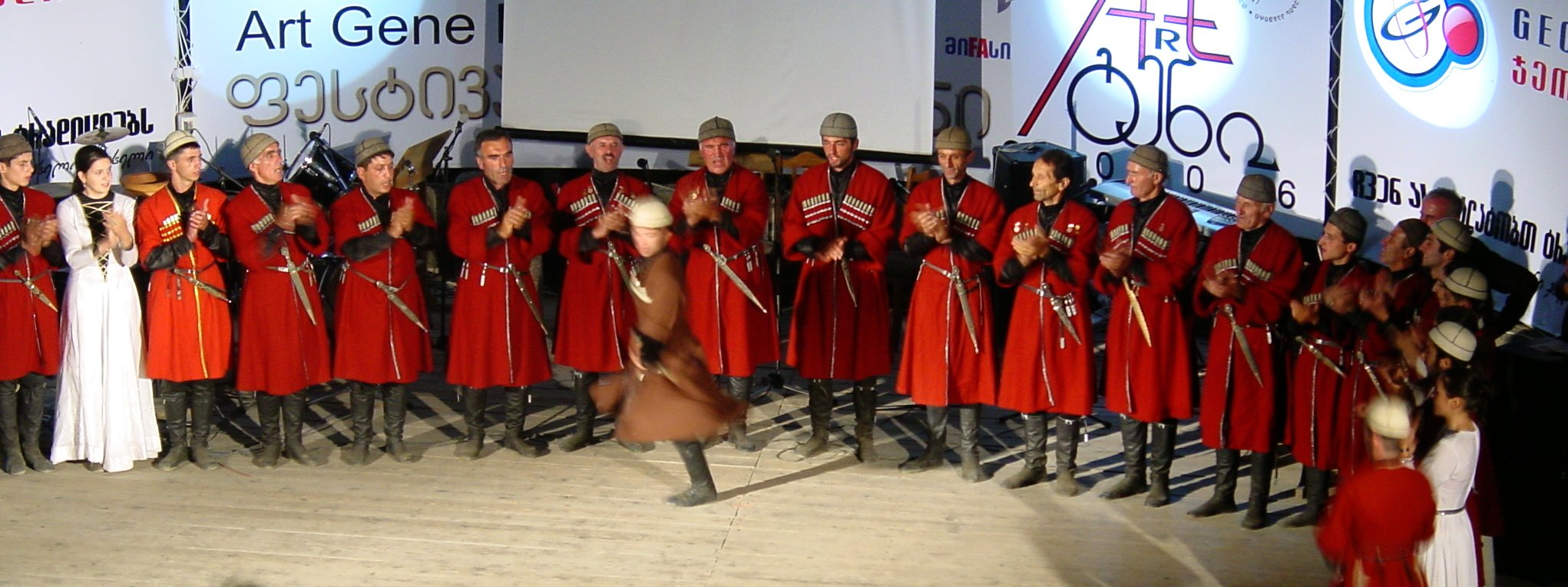
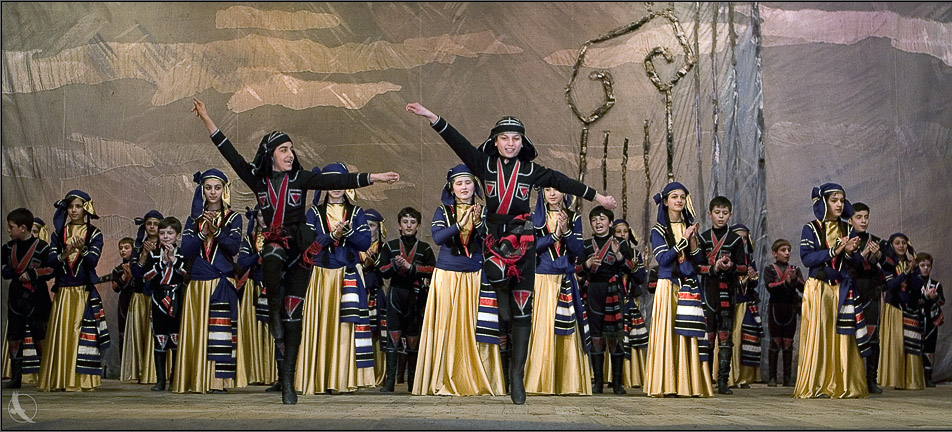
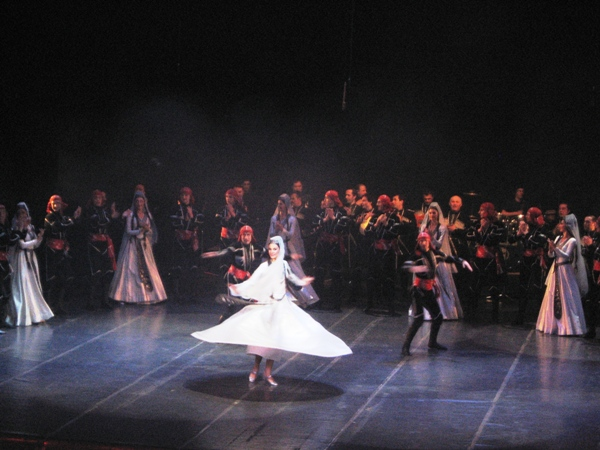
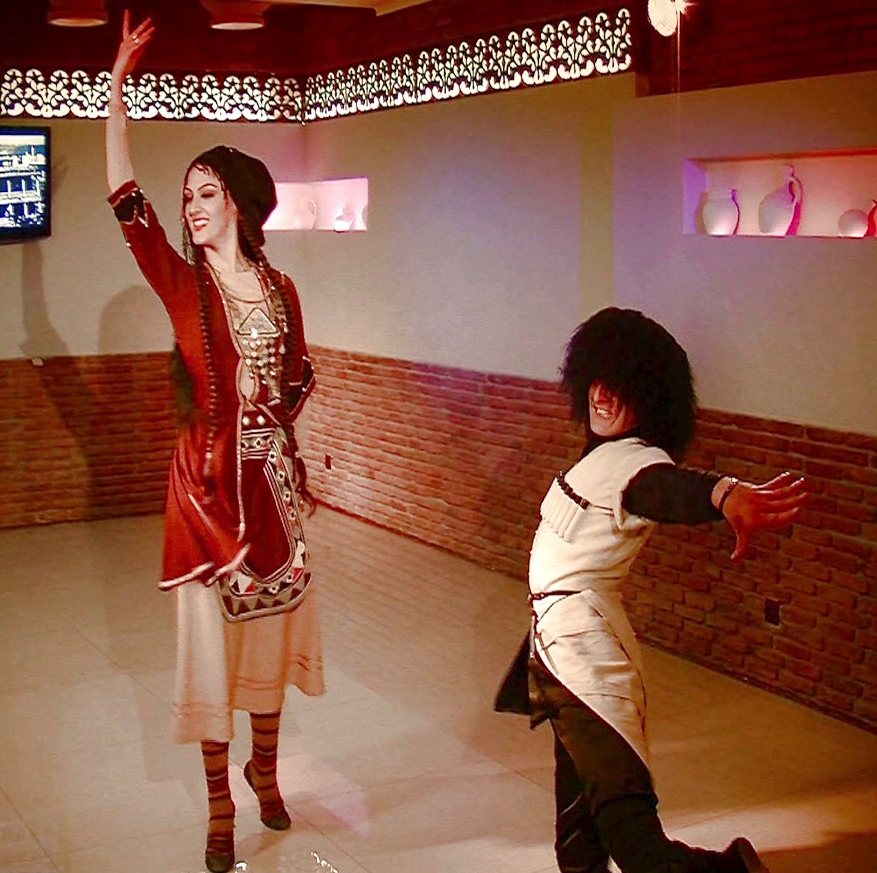